# Barbu Catargiu
Barbu Catargiu (26 de octubre de 1807-20 de junio de 1862) fue un periodista y político conservador rumano. Fue el primer primer ministro de Rumania.

## Biografía
Catargiu nació el 26 de octubre de 1807, hijo de Stephen Catargiu (un activista político) y de Țiței (Stanca) Văcărescu. Residió en el extranjero, en París de 1825 a 1834, donde estudió leyes, historia y filosofía. De regreso a Wallachia por un breve periodo, fue miembro de la Asamblea Obsteasca de Wallachia. Opuesto a la violencia y a la revolución armada, resumió sus viajes a través del mundo durante las Revoluciones de 1848, trabajando primeramente como periodista y haciendo un documental.
Fue nombrado primer primer ministro de Rumania en 1862, hasta que fue asesinado el 20 de junio de mismo año. Fue un tenaz defensor de los grandes estados de los boyars, originando la doctrina conservadora que señalaba que el "feudalismo en Romania nunca ha existido".